# Bouchy-Saint-Genest
Bouchy-Saint-Genest är en kommun i departementet Marne i regionen Grand Est (tidigare regionen Champagne-Ardenne) i nordöstra Frankrike. Kommunen ligger i kantonen Esternay som tillhör arrondissementet Épernay. År 2022 hade Bouchy-Saint-Genest 210 invånare.

## Befolkningsutveckling
Antalet invånare i kommunen Bouchy-Saint-Genest
| Referens: INSEE |